# Dinko Šurkalo
Dinko Šurkalo (Dolac kraj Šibenika, 13. srpnja 1920. — Split, 19. listopada 2010.) bio je sudionik Narodnooslobodilačke borbe, časnik JNA i narodni heroj Jugoslavije.

## Životopis
Rođen 1920. godine u radničkoj obitelji u Dolcu kraj Šibenika. Po zanimanju je bio trgovački pomoćnik, ribar i pomorac. 
Listopada 1939. godine, postao je član Saveza komunističke omladine Jugoslavije.

### Drugi svjetski rat
Početkom prosinca 1941. godine, Šurkalo je s jednom partizanskom skupinom iz Šibenika otišao u Liku, gdje se priključio oružanoj borbi protiv okupatora. Postao je puškomitraljezac u Prvoj hrvatskoj dalmatinskoj četi bataljuna „Marko Orešković“. Sudjelovao je u borbama protiv talijanskih postrojbi kraj Korenice.
Prvih dana svibnja 1942. godine, postao je borac Prvog proleterskog bataljuna Hrvatske. Sredinom svibnja, prilikom napada na talijansku topničku kolonu na cesti Knin-Strmica, Dinko se, zajedno s grupom boraca, probio na cestu i zaplijenio četiri topa. Omogućio je da se mitraljeskom vatrom uništi baterija topova na ovoj cesti.
Posle velikih uspjeha u Dalmaciji, Proleterski bataljun bio je prebačen u Liku, Hrvatsko primorje i Gorski kotar. Dinko je sudjelovao u akcijama bataljuna, naročito u srpnju i kolovozu 1942. godine, poslije velike talijanske ofenzive u središnjem i sjeverozapadnom dijelu Gorskog kotara i Hrvatskog primorja.
Krajem rujna 1942. godine, tijekom marša proleterskog bataljuna prema Žumberku, Šurkalo je s grupom boraca preplivao rijeku Kupu da bi savladao stražu kod skele, koja je bila potrebna zbog prebacivanja bataljuna na drugu stranu zbog dolaska ustaških postrojbi. Poslije dolaska na Žumberak, ustaše su nenadano napale Mitraljesku četu u selu Kordiću. Dinko je uz pomoć mitraljeza i sa skupinom suboraca odbio napad.
U siječnju 1943. godine, kao zapovjednik mitraljeske čete, zadržao je jaku talijansku kolonu kod Lović Prekrižja pola dana. U travnju 1943. godine, za vrijeme jednog od mnogih napada neprijatelja na slobodni teritorij Žumberka, kao zamjenik zapovjednika Četvrtog bataljuna, zatražio je od zapovjednika Trinaeste proleterske brigade „Rade Končar“, koja se povlačila s ranjenicima ka Svetoj Geri, da ga ostavi u zasjedi. Pošto je dobio odobrenje, sa zapovjednikom mitraljeske čete i još dva borca s dva teška mitraljeza i dosta bombi zauzeo je položaj u jednom talijanskom bunkeru u Donjem Prekrižju. Odatle vatrom iz mitraljeza i ručnim bombama nanio velike gubitke neprijatelju, a potom se povukao.
U napadu na Gornju Vas kod Stojdrage, jedno od najjačih ustaških uporišta, 8. rujna 1943. godine, Šurkalo je dovukao protutenkovski top na pedesetak metara od bunkera, uništio ga i tako otvorio put borcima u uporište. Izvjesno vrijeme upravljao je radom haubice i tu bio teško ranjen. Poslije ozdravljenja, bio je postavljen za zapovjednika Trećeg bataljuna Šesnaeste omladinske brigade „Joža Vlahović“.
Poslije višegodišnjeg ratovanja u Lici, Gorskom kotaru, Hrvatskom primorju, Kordunu, Žumberku i Pokuplju, Dinko se u srpnju 1944. godine vratio u Dalmaciju, u Peti pomorskoobalski sektor, gdje je prvo bio zapovjednik topništva, a zatim zapovjednik mornaričke pješadije. Organizirao je i sudjelovao u manjim desantnim prepadima na Korčuli, Pelješcu i Mljetu i u borbama za oslobođenje južne Dalmacije i Boke kotorske. Pred kraj rata, bio je zapovjednik Treće brigade mornaričke pješadije.

### Poslijeratna karijera
Poslije rata, vršio je mnoge dužnosti u Jugoslavenskoj ratnoj mornarici. Imao je čin admirala, a bila su mu dodijeljena i mnoga visoka odlikovanja za aktivnosti u ratu i za rad na izgradnji jugoslavenskih oružanih snaga, posebno Ratne mornarice. Početkom 1970-ih godina, otišao je u mirovinu.
Umro je 19. listopada 2010. godine u Splitu. Pokopan je u Grobnici narodnih heroja na zagrebačkom groblju Mirogoju.

## Odlikovanja
Nositelj je Partizanske spomenice 1941., Ordena partizanske zvijezde s puškama, Ordena zasluga za narod sa srebrnim zrakama, Ordena bratstva i jedinstva sa srebrnim vijencem, Ordena za hrabrost i ostalih jugoslavenskih odlikovanja. Ordenom narodnog heroja bio je odlikovan 27. studenog 1953. godine.